# Großsteingrab Werpeloh I
Het Großsteingrab Werpeloh I of ook wel het Steenhus is een hunebed nabij Werpeloh in Duitsland. Het ligt ongeveer twee kilometer ten noordwesten van Werpeloh in de Samtgemeinde Sögel in het Landkreis Emsland in Nedersaksen. De hunebedden werden gebouwd tussen 3500 en 2800 v.Chr. en worden toegeschreven aan de trechterbekercultuur. 
Het hunebed is bekend onder Sprockhoff-Nr 823 en behoort tot de Straße der Megalithkultur.
In de omgeving liggen ook Großsteingrab Werpeloh II (Sprockhoff-Nr. 823), Großsteingrab Werpeloh III (Sprockhoff-Nr. 824) en de Großsteingräber auf der Buschhöhe (Sprockhoff-Nr. 825 en 826).

## Beschrijving
De kamer is oost-west georiënteerd en is dubbel trapezoïde. Het type is een ganggraf en in het midden is het bouwwerk het breedst. Het hunebed is goed bewaard gebleven. De toegang bevindt zich in het midden van de zuidelijke lange kant. De kamer is 16,5 meter lang en in het midden is het 2,3 meter breed. Aan beide uiteinden is het bouwwerk 1,8 meter breed. Twee bewaard gebleven kransstenen wijzen er op dat het bouwwerk met een krans omringd is geweest en met een dekheuvel was afgedicht. De totale lengte van het gehele bouwwerk was 22,7 meter. 
Alle draagstenen zijn aanwezig. Ook zijn alle negen dekstenen aanwezig. De dekheuvel lijkt een ovalen vorm te hebben gehad. Omdat de draagstenen niet goed zijn uitgelijnd, is er vermoedelijk een helft op een later moment aangebouwd en is de ingang toen verplaatst.
Van twee stenen is het niet duidelijk of het om dekstenen gaat, of om stenen die de grafruimte hebben afgescheiden. Dit komt verder alleen voor in Mecklenburg-Voor-Pommeren, Sleeswijk-Holstein en Jutland.